# (4408) Zlatá Koruna
(4408) Zlatá Koruna est un astéroïde de la ceinture principale.

## Description
(4408) Zlatá Koruna est un astéroïde de la ceinture principale. Il fut découvert le 4 octobre 1988 à l'Observatoire Kleť par Antonín Mrkos. Il présente une orbite caractérisée par un demi-grand axe de 2,32 UA, une excentricité de 0,10 et une inclinaison de 4,4° par rapport à l'écliptique.

## Compléments